# Бряндинський Олександр Матвійович
Олександр Матвійович Бряндинський (нар. 17 лютого (1 березня) 1904 — пом. 4 жовтня 1938) — радянський військовий льотчик, штурман-випробувач Науково-дослідного інституту ВПС СРСР, комбриг. Герой Радянського Союзу (1938).

## Життєпис
Народився в селі Ісаково Павловської волості Звенигородського повіту Московської губернії (нині — Істринський район Московської області). Росіянин. 1919 року закінчив гімназію, працював матросом на Волзі, санітаром у міській лікарні в Самарі. 1924 року закінчив робітфак при Московському державному університеті.
У лавах РСЧА з 1924 року. Навчався в Ленінградському військово-морському училищі, звідки був направлений до Севастопольської військової авіаційної школи. після її закінчення навчався в спецшколі ВПС, на курсах штурманів при Військово-повітряній академії імені М. Є. Жуковського.
З 1930 року — штурман-випробувач Науково-дослідного інституту ВПС. Брав участь у випробуваннях бомбардувальників ТБ-3, Пе-8, ДБ-3 та інших літаків. Протягом 1937 року разом з льотчиком Володимиром Коккінакі здійснив низку далеких перельотів на ДБ-3. Того ж року як штурман встановив 3 світових авіаційних рекорди швидкості польоту на дітакові ЦКБ-26.
27-28 червня 1938 року на літакові ЦКБ-30 «Москва» з льотчиком В. К. Коккінакі здійснив безпосадочний переліт протяжністю в 6850 км за маршрутом Москва — Далекий Схід (м. Спаськ-Дальній Приморського краю).
Загинув в авіаційній катастрофі 4 жовтня 1938 року на літаку DC-3 під час пошуків екіпажу Валентини Гризодубової.
Мешкав на станції Чкаловській (нині в межах міста Щолково) Московської області. Похований в місті Комсомольську-на-Амурі Хабаровського краю.

## Нагороди
Указом Президії Верховної Ради СРСР від 17 липня 1938 року за мужність і героїзм, виявлені під час виконання безпосадочного далекого перельоту, комбригові Бряндинському Олександру Матвійовичу присвоєне звання Героя Радянського Союзу з врученням ордена Леніна і Грамоти Президії Верховної Ради СРСР.